# Universidad Internacional de Humanidades y Ciencias Sociales

## Sobre la Universidad
IUHS fue fundada por un grupo internacional de académicos con la meta de promover la educación internacional en Centroamérica. La Universidad ofrece grados y posgrados. IUHS está basada en el sistema educativo americano y se caracteriza por ser una de las únicas universidades de Centroamérica con un cien por cien de sus docentes con títulos de posgrado.
IUHS también promueve la investigación en temas sociales y publica dos revistas académicas en inglés, el Journal of Alternative Perspectives in the Social Sciences y el Journal of Asia Pacific Studies. El Instituto Centroamericano de Estudios del Asia Pacífico sirve como el centro de investigación de la universidad.

IUHS es una universidad internacional descentralizada con oficinas en Tailandia, la India y Costa Rica. El campus central de la universidad está localizado en el barrio Escazú, en la ciudad de San José (Costa Rica).

## Organización administrativa y cuerpo docente
[Organización]
Consejo Universitario de IUHS
- Dr. Om Prakash Dwivedi

Decano de Relaciones Internacionales Institucionales (IUHSS)
Profesor de Teoría de la Literatura (IUHSS)
Presidente, Academia Internacional de Humanidades y Ciencias Sociales
Senior Lecturer, Gandhi Feroze College (India)
- Dr. Magid Shihade

Profesor Honorario de International Security and Middle East Studies (IUHSS)
Profesor Asistente, Lahore University of Management Sciences (LUMS)
(Lahore, Pakistán)
- Anthony P. Johnson, M.A., doctorando

Profesor Asociado Honorario de Conflict Analysis and Resolution and History (IUHS)
Doctorando, NOVA Southeastern University (Florida, EE. UU.)
- Zahid Shahab Ahmed, M.A. Ph.D. Scholar

Profesor Asistente de Estudios Internacionales (IUHS)
Director, Central American Institute of Asia Pacific Studies (CAI-APS)
M.A. Sociology, M.A. Peace Education, PhD Scholar University of New England Australia.
Miembro, Royal Asiatic Society of Great Britain and Ireland (Londres, R.U.).
- Isiaka Alani Badmus, M.S., F.J.A.P.S.S, doctorando

Profesor Asistente de International Relations and African Studies (IUHS)
Miembro del Journal of Alternative Perspective in the Social Sciences
Ph.D. Scholar, Universidad de New England (Armidale, Australia)
- Dr. Chakrapani Ghanta

Profesor Honorario de Sociología (IUHS)
Director, Center for Social Empowerment Department of Sociology
Dr. B. R. Ambedkar Open University (Andhra Pradesh, India)
- Mohamad Faisol Keling, B.A., M.A.

Profesor Asociado de International Relations and Strategic Studies (IUHS)
College of Law, Government And International Studies
Universiti Utara Malaysia (UUM)
- Beatriz Peña Acuña, B.A., M.A., M. A., Ph.D.

Profesora de Applied Sociology and Film Studies (IUHS)
Lectora, Universidad Católica de San Antonio (Murcia, España)
- Giles Ji Ungpakorn, B.S., M.A., S.F.J.A.P.S.S.,

Profesor distinguido de Ciencias Políticas (IUHS)
Ex-Profesor Asociado, Universidad Chulalongkorn (Bangkok, Tailandia)
- Dr. Abbas Zaidi

Profesor de Sociolinguistics, Journalism, and Mass Communication (IUHS)
Instructor Senior, Colegio Técnico Sultan Saiful Rijal, Brunéi.
- Adnan Mahmutovic, B.A., M.A.

Profesor Asistente de Escritura Creativa (IUHS)
- Mohd Na'eim Ajis, B.A., M.P.A.

Profesor Asociado de Administración Pública y Derecho (IUHS)
Lector, Universiti Utara Malaysia (UUM)
- Kasi Eswarappa, B.A., M.A., Ph.D.

Profesor Asistente de Antropología (IUHS)
Associate Research Fellow (CAI-APS)
Lector invitado, Universidad de Hyderabad (India)
- Dr. Vinita Chandra

Profesor Honorario de Ciencias Sociales (IUHS)
Editor Asistente, Journal of Social Science,
Facultad de Ciencias Sociales, Universidad Banaras Hindu, Benarés (India),

## Oferta docente
- Licenciatura en Relaciones Internacionales
- Maestría en Liderazgo Global